# Alan Wakeman
Alan Wakeman, né le 13 octobre 1947 à Hammersmith, dans l'ouest de Londres, est un saxophoniste britannique ayant notamment joué avec le groupe Soft Machine en 1976 sur l'album Softs, ainsi qu'avec David Essex. Alan est le cousin du claviériste Rick Wakeman.

## Biographie
Alan s'est intéressé au jazz pendant le boom du "British Trad Jazz" au début des années 1960 et a commencé à apprendre la clarinette à 14 ans (son cousin Rick Wakeman lui donnant sa première leçon dans son jardin). Après avoir joué pendant trois mois, Alan avec Rick au piano - le «seul qui savait ce qu'il faisait» - a créé le premier groupe de jazz de Drayton Manor Grammar School.
Puis il a repris le saxophone alto à 16 ans et a fait la connaissance de Mike Westbrook lorsque le chef d'orchestre prometteur est venu à son école pour enseigner l'art pendant un an. Alan a alors décidé de devenir musicien professionnel et de suivre des cours avec Charles Chapman (Joe Harriott, Ronnie Ross, Vic Ash, John Barnes, Barbara Thompson, John Williams et Pete Whyman furent parmi les nombreux élèves sortant de l'écurie Chapman). Il quitte l'école à 18 ans pour étudier la clarinette au London College of Music.
En 1966, Wakeman revient au saxophone ténor, qui devient son instrument principal avec la soprano.
À l'âge de 20 ans, alors qu'il jouait dans un club pour hommes tous les week-ends avec son cousin Rick, il s'est impliqué dans la scène jazz londonienne grâce à sa connaissance du batteur de free jazz Paul Lytton. Ils se sont rencontrés quand ils étaient tous les deux dans le London Youth Jazz Orchestra (que Wakeman a rejoint après avoir été entendu par Pat Evans). Il a rejoint le quatuor de Lytton pendant six mois, jouant tous les mercredis soir dans un club à Tottenham Court Road. Plus tard, lui et le batteur ont formé plusieurs groupes ensemble, du duo aux grands orchestres. En 1970, ils remportent le prix G.L.A.A Young Musicians Jazz.
Sa première diffusion pour la BBC fut en 1968 avec le Dave Holdsworth Quartet - Paul Lytton à la batterie et Harry Miller à la basse, et son propre octet jouant ses propres compositions en 1969 - Mike Osborne (sax alto), Alan Skidmore et Wakeman (sax ténors), Paul Nieman et Paul Rutherford (trombones), John Taylor (piano), Lindsay Cooper (basse) et Paul Lytton (batterie).
Après avoir dirigé son propre trio en 1970 (avec Harry Miller à la basse et Lytton à la batterie), il rejoint le groupe Graham Collier Music en remplacement de Stan Sulzmann. Cela a duré deux ans et deux albums, "Songs For My Father" et "Mosaics", mettant en vedette des contemporains tels que Harry Beckett, Phil Lee et Geoff Castle. Avant de rejoindre le groupe de Mike Westbrook à la fin de 1974, il a fait une tournée avec John Dankworth. Les débuts de Wakeman avec Westbrook étaient sur "Citadel / Room 615" de 1975, et leur collaboration s'est poursuivie avec "Love Dream & Variations" (1975), "Bright As Fire" (1980), "The Paris Album" (1981) etc.
En 1975, Wakeman joue brièvement avec le groupe Impulse du pianiste Brian Miller. C'est alors qu'il a attiré l'attention de John Marshall, le batteur de Soft Machine, qui a assisté à un concert de ce groupe au Chestnut's Club. Wakeman était considéré comme un remplaçant possible pour le départ d'Allan Holdsworth, mais il faudrait encore une année avant de rejoindre Soft Machine. En 1976 le groupe produit l'album Softs, avant qu'Alan ne quitte Soft Machine. Il était également un membre original d'un autre groupe de l'école de Canterbury à cette époque, Gilgamesh d'Alan Gowen, mais est parti bien avant qu'ils aient enregistré quoi que ce soit. Pendant ce temps, il forme un autre trio avec Nigel Tickler à la basse et John Snow à la batterie. Il est parti quand on lui a offert une place en tant que membre du groupe de David Essex.
En 1978, avec le batteur Nigel Morris et le bassiste Paul Bridge, il fonde le trio Triton. Il a également écrit une suite pour octuor qui a été créée au Camden Jazz Festival en 1979.
Parmi les autres collaborations des années 1970 et 80 figurent le London Jazz Composers Orchestra de Barry Guy, The Don Rendell Five, Michael Garrick Sextet, Harry Beckett Band, Stan Tracy Sextet, Henry Lowther's Quarternity et John Williams Baritone Band.
Depuis lors, Wakeman a continué à travailler occasionnellement avec Westbrook, tout en restant occupé avec le travail commercial.

## Discographie
Solo
- Alan Wakeman : Global (2013)
- The Rockin' Hams - Alan Wakeman Band - : Extended Play (2014)

Collaborations - Participations
- Graham Collier ; Songs for my father (1970)
- Graham Collier ; Mosaics (1971)
- Pete Atkin : Driving Through Mythical America (1971)
- National Jazz Youth Orchestra ; National Jazz Youth Orchestra (1971)
- Barry Guy & The London Jazz Composers' Orchestra ; Ode (1972) - Avec Karl Jenkins et Marc Charig.
- Pete Atkin : A King At Nightfall (1973)
- Mike Brook Orchestra ; Citadel/Room 315 (1974)
- David Essex ; David Essex (1974)
- John Dankworth & His Orchestra ; Movies n' me (1974)
- David Essex : All the fun of the fair (1975)
- Graham Collier with Graham Collier Music : Jazz Illustrations (1975)
- Mike Brook Orchestra ; Love/Dream and Variations (1976)
- Graham Collier Music : New Conditions (1976)
- Soft Machine ; Softs (1976) - (Réédité sur Esoteric Records en 2011)
- David Essex : On tour (1976)
- Soft Machine : Triple Echo (1977) - Compilation triple album
- David Essex : Gold and Ivory (1977)
- Graham Collier : The day of the dead (1978) - Roy Babbington à la basse.
- Triton (Wakeman, Bridge, Morris) ;  Wilderness of Glass (1978)
- David Essex : Imperial Wizard (1979)
- Don Rendell Nine ; Earth Music (1979)
- Don Rendell Five ; Set 2 (1979)
- David Essex : Hot Love (1980)
- Mike Westbrook : The Westbrook Blake (Bright As Fire) : (1980)
- David Essex : Silver Dream Racer (1980)
- Girls At Our Best : Pleasure (1981)
- Mike Westbrook Brass Band  ; The Paris Album (En Concert À La Chapelle Des Lombards) (1981)
- Stan Tracey Sexted (ft. Tony Coe, Art Themen, Alan Wakeman) ; The Crompton Suite (1981)
- David Essex : Stage - Struck (1982)
- David Essex : The Whisper (1983)
- Swans Way : The Fugitive Kind (1983)
- David Essex : This One's For You (1984)
- The Original London Cast :  David Essex, Frank Finlay  –  Mutiny! (1985)
- Mike Westbrook Band : Off Abbey Road (1989)
- Soft Machine : The Untouchable (1990) - Compilation
- Mike Westbrook Band : Off Abbey Road (1990)
- Soft Machine : The Best Of Soft Machine - The Harvest Years (1995) - Compilation
- Mike Westbrook Orchestra : Bar Utopia (1996)
- Pete Atkin : Beware Of The Beautiful Stranger / Driving Through Mythical America - Compilation (1997)
- Mike Westbrook : The Orchestra Of Smith's Academy (1998)
- Mike Westbrook : Glad Day (Settings Of William Blake) (1999)
- John Williams : The Baritone Band (1999)
- David Essex : David Essex / Out On The Street : Compilation (2004)
- Don Rendell : Touch Links of Gold & A Portugese Portrait [featuring Alan Wakeman & Pete Saberton] (2005)
- Mike Westbrook : Citadel/Room 315 (2006)
- Graham Collier  : Down Another Road / Songs For My Father / Mosaics - Compilation (2007)
- Barry Guy : Portraits (2007)
- Graham Collier : Deep Dark Blue Centre / Portraits / The Alternate Mosaics - Compilation (2008)
- Mike Westbrook : Fields And Forms (2008)
- Pete Atkin : Beware Of The Beautiful Stranger (2009)
- Graham Collier Music : Darius / Midnight Blue / New Conditions (2009)
- Mike Westbrook : Mama Chicago - A Jazz Cabaret DVD (2011)
- Graham Collier : The Day Of The Dead / October Ferry / Symphony Of Scorpions / Forest Path To The Spring : (2011) 2 CD
- Graham Collier : Relook : Graham Collier 1937-2011: A Memorial 75th Birthday Celebration : (2012) 2 CD - Avec Karl Jenkins, John Marshall, Nick Evans, Gary Burton, Frank Ricotti, Roy Babbington, Kenny Wheeler, etc. - Alan sax soprano & ténor, clarinette basse.
- Triton : Wilderness Of Glass (2012)
- Sheila Waterfield : Reverie (2015)
- Harry Beckett : Still Happy (2016)
- Harry Miller : Different Times, Different Places - Volume Two : (2016) - Avec Keith Tippett au piano.
- Mike Westbrook : Mike Westbrook & Company* Presents The Uncommon Orchestra  –  A Bigger Show (2016)